# Altankhuyagiin Mörön
Altankhuyagiin Mörön (mongolo:  Алтанхуягийн Мөрөн; Ulan Bator, 21 settembre 1989) è un calciatore mongolo, attaccante dell'Ulaanbaatar City.

## Carriera

### Club
Oltre che in patria, ha giocato negli Stati Uniti, in Thailandia e in Serbia.

### Nazionale
Ha esordito nel 2007 con la Nazionale mongola.

## Statistiche

### Cronologia presenze e reti in nazionale
| Cronologia completa delle presenze e delle reti in nazionale ― Mongolia | Cronologia completa delle presenze e delle reti in nazionale ― Mongolia | Cronologia completa delle presenze e delle reti in nazionale ― Mongolia | Cronologia completa delle presenze e delle reti in nazionale ― Mongolia | Cronologia completa delle presenze e delle reti in nazionale ― Mongolia | Cronologia completa delle presenze e delle reti in nazionale ― Mongolia | Cronologia completa delle presenze e delle reti in nazionale ― Mongolia | Cronologia completa delle presenze e delle reti in nazionale ― Mongolia |
| Data                                                                    | Città                                                                   | In casa                                                                 | Risultato                                                               | Ospiti                                                                  | Competizione                                                            | Reti                                                                    | Note                                                                    |
| ----------------------------------------------------------------------- | ----------------------------------------------------------------------- | ----------------------------------------------------------------------- | ----------------------------------------------------------------------- | ----------------------------------------------------------------------- | ----------------------------------------------------------------------- | ----------------------------------------------------------------------- | ----------------------------------------------------------------------- |
| 21-10-2007                                                              | Ulan Bator                                                              | Mongolia                                                                | 1 – 4                                                                   | Corea del Nord                                                          | Qual. Mondiali 2010                                                     | -                                                                       |                                                                         |
| 21-10-2007                                                              | Pyongyang                                                               | Corea del Nord                                                          | 5 – 1                                                                   | Mongolia                                                                | Qual. Mondiali 2010                                                     | -                                                                       | 88’                                                                     |
| 11-3-2009                                                               | Yona                                                                    | Guam                                                                    | 1 – 0                                                                   | Mongolia                                                                | Qual. Coppa dell'Asia orientale 2010                                    | -                                                                       |                                                                         |
| 13-3-2009                                                               | Yona                                                                    | Macao                                                                   | 1 – 2                                                                   | Mongolia                                                                | Qual. Coppa dell'Asia orientale 2010                                    | -                                                                       | 59’                                                                     |
| 7-4-2009                                                                | Macao                                                                   | Macao                                                                   | 2 – 0                                                                   | Mongolia                                                                | Qual. Coppa d'Asia 2011                                                 | -                                                                       |                                                                         |
| 14-4-2009                                                               | Macao                                                                   | Macao                                                                   | 2 – 0                                                                   | Mongolia                                                                | Qual. Coppa d'Asia 2011                                                 | 1                                                                       |                                                                         |
| 29-6-2011                                                               | Ulan Bator                                                              | Mongolia                                                                | 1 – 0                                                                   | Birmania                                                                | Qual. Mondiali 2014                                                     | -                                                                       |                                                                         |
| 3-7-2011                                                                | Yangon                                                                  | Birmania                                                                | 2 – 0                                                                   | Mongolia                                                                | Qual. Mondiali 2014                                                     | -                                                                       |                                                                         |
| 23-7-2014                                                               | Dededo                                                                  | Guam                                                                    | 2 – 0                                                                   | Mongolia                                                                | Qual. Coppa dell'Asia orientale 2015                                    | -                                                                       |                                                                         |
| 25-7-2014                                                               | Dededo                                                                  | Macao                                                                   | 3 – 2                                                                   | Mongolia                                                                | Qual. Coppa dell'Asia orientale 2015                                    | -                                                                       |                                                                         |
| 17-3-2015                                                               | Ulan Bator                                                              | Mongolia                                                                | 0 – 1                                                                   | Timor Est                                                               | Qual. Mondiali 2018                                                     | -                                                                       |                                                                         |
| Totale                                                                  |                                                                         | Presenze                                                                | 11                                                                      |                                                                         | Reti                                                                    | 1                                                                       |                                                                         |